# Branimir Lukšić
Branimir Lukšić (Split, 23. listopada 1935. – Split, 3. studenoga 2014.) bio je hrvatski pravni stručnjak, političar i publicist

## Životopis
Rođen je u Splitu, 23. listopada 1935. godine. U Splitu je završio osnovnu školu i klasičnu gimnaziju. Pravne studije završio je na Zagrebačkom sveučilištu (1959.). U Zagrebu je dvije godine pohađao filozofsko-teološke kolegije na Katoličkom bogoslovnom fakultetu. Na Zagrebačkom sveučilištu je 1967. godine magistrirao te doktorirao 1974. godine.
Od 1986. radio je na Ekonomskom fakultetu u Splitu, kao profesor trgovačkog prava do mirovine. Kao profesor predavao je i na Mostarskom sveučilištu. Bio je jedan od pokretača časopisa „Crkva u svijetu”. Pisao je pod pseudonimima „Ego”, „Edo Marinković” i „ Juraj Bužančić”.
Kao član HDZ-a vršio je dužnost župana Splitsko-dalmatinske županije od 1997. do 2003. godine. Kasnije je bio nositelj liste „Hrvatskog bloka” za županijsku skupštinu, a 2007. bio je na kandidacijskoj listi HČSP-a za saborskog zastupnika.
Bio je član „Hrvatskog plemićkog zbora”, „Hrvatskog udruženja za pomorsko pravo”, „Matice hrvatske”, „Hrvatskog filozofskog društva”, „Hrvatske udruge Benedikt” i „Hrvatskog nacionalnog etičkog sudišta”.
Umro je 3. studenog 2014. godine. Pokopan je na splitskom groblju Lovrinac.

## Djela
- „Tegljenje u pomorskom pravu i pravu unutrašnje plovidbe” (1976.)
- „Pravo i etika: odnos bitka i vrijednosti” (1995.)
- „Svjedok (ne)vremena” (1998.)
- „Trgovačko pravo” (2000)
- „Nedovršena Hrvatska” (2008.)

### Članci
- Šimundža, Drago. 2014. Prof. dr. sc. Branimir Lukšić (1935. - 2014.). Crkva u svijetu. Sveučilište u Splitu - Katolički bogoslovni fakultet. Split. 19 (4): 533–538